# La muerte de Eric Cartman
«La muerte de Eric Cartman» (en idioma inglés «The Death of Eric Cartman») es el sexto episodio de la novena temporada de la serie animada de televisión estadounidense South Park. El episodio 131 en general, se emitió originalmente en Comedy Central en los Estados Unidos el 13 de abril de 2005.
En el episodio, los otros niños comienzan a ignorar a Cartman, lo que lo lleva a concluir que debe ser un fantasma. Cartman intenta llegar al cielo haciendo «buenas obras», pero al final falla.

## Argumento
Cartman, Kyle, Stan y Kenny esperan en la casa de Stan a que su madre venga a casa con Kentucky Fried Chicken para la cena. Cuando llega, los niños la ayudan a descargar sus compras, pero Cartman se queda atrás, se come todas las pieles de pollo y se va a casa a sentarse en el inodoro y leer cómics, lo que hace llorar a Kenny. Enfurecidos, Stan, Kyle y Kenny deciden que Cartman finalmente cruzó la línea y comienzan a ignorarlo. Los otros niños de su clase lo acompañan. La madre de Cartman tiene un nuevo inodoro instalado después de que Cartman lo destruye con sus defecaciones de piel de pollo. Él cree erróneamente que el inodoro es su cuerpo. Cartman, incapaz de concebir que alguien lo ignore, cree que ha muerto y se ha convertido en un fantasma. Va a su casa y escucha llorar a su madre, y cree que ella está llorando por su muerte. Sin embargo, en realidad está gritando porque esta teniendo Relaciones Sexuales con el fontanero 
Butters, sin embargo, no está al tanto del plan y saluda a Cartman cuando pasa en un estado de desesperación. Cartman convence a Butters de que es un fantasma y lo aterroriza. Él amenaza con perseguir a Butters a menos que ayude a su alma a alcanzar la paz. Cartman primero hace que Butters se disculpe con todos en su nombre, lo que no logra impresionar a sus examigos pero hace que su madre llore. Cartman se despide emocionalmente de Butters, creyendo que ahora se le permitirá ir al cielo. Cuando esto falla, Butters sugiere que podría necesitar expiar todas las cosas terribles que ha hecho. Cartman elabora una larga lista y entrega cestas de regalo a todas sus víctimas, incluidas Sally Struthers, Scott Tenorman y la sinagoga de Kyle. Cuando esto también falla, Cartman destruye la habitación de Butters con un bate de béisbol y abandona la casa antes de que aparezcan sus padres. Se llama a un médico y decide que Butters podría sufrir un trauma profundo. Para asegurarse, Butters es llevado a una institución mental y sometido a una serie de pruebas (una de las cuales incluye un sondeo anal). Ahora genuinamente traumatizado, Butters acepta que ha estado imaginando las visitas de Cartman, pero él irrumpe en el manicomio para obtener su ayuda nuevamente.
Los dos consultan a una psíquica, quien sugiere que Dios ha mantenido a Cartman en la Tierra para ayudarlo con una crisis. Ella corre gritando cuando Butters señala a Cartman como el fantasma. Cuando se enteran de una situación de rehenes en un Centro de la Cruz Roja, Cartman y Butters se ponen en marcha; y Cartman detiene a los criminales moviendo cosas al estilo de un poltergeist. Los ladrones simplemente están confundidos, lo que, sin embargo, proporciona una distracción para que Butters libere a los rehenes y la policía para someter a los criminales. A los dos se les atribuye haber salvado el día. Cartman y Butters intercambian protestas de amistad una vez más; pero los otros chicos aparecen y elogian el comportamiento heroico de Cartman, pensando que realmente ha cambiado. Cartman ahora se da cuenta de que simplemente estaba siendo ignorado y nuevamente se vuelve loco, culpando a Butters por su propio malentendido y amenazando con represalias. Los padres de Butters llegan con el médico con la sonda y Butters se da cuenta de que va a regresar al manicomio.

## Producción
Trey Parker dice en el comentario del DVD que tuvo la idea principal para el episodio mientras caminaba de vacaciones en Tasmania, Australia. Esto es significativo porque Parker sintió que era refrescante que se le ocurriera una idea en lugar de tener que intentar activamente generar ideas con el resto del equipo de redacción. Parker dijo que al instante tenía todo resuelto, excepto lo que Cartman haría para enojar a los otros niños. No fue hasta el final de la producción del episodio, cuando se terminó casi toda la animación, que se finalizó la escena de apertura. Parker, Matt Stone y el resto del equipo de redacción estaban comiendo KFC un día cuando alguien mencionó lo molesto que hubiera sido si alguien se hubiera comido toda la piel del pollo antes de comérselo. Decidieron seguir adelante con esta idea porque parecía encajar perfectamente.
El chiste recurrente de la serie de Cartman despertando a Butters gritando su nombre amenazadoramente mientras estaba de pie junto a su cama se originó en este episodio. El episodio está incluido en la colección de DVD de dos discos The Cult of Cartman.